# Zebrenes pagasts
Zebrenes pagasts er en territorial enhed i Dobeles novads i Letland. Pagasten havde 564 indbyggere i 2010 og omfatter et areal på 90,66 kvadratkilometer. Hovedbyen i pagasten er Zebrene.

## Kendte personer
- Johann Albrecht von Korff (1697—1766) – diplomat